# Белая бабочка (мультфильм)
«Бе́лая ба́бочка» — советский кукольный мультфильм, созданный на Свердловской киностудии в 1981 году.
Снят по сценарию Александра Тимофеевского на основе одноимённой сказки Евгения Пермяка.
В титрах написано: По заказу Государственного комитета Совета Министров СССР по телевидению и радиовещанию.

## Сюжет
Однажды холостяк Тушкан пришёл за солью к Сове, которая посоветовала ему поскорее жениться, чтобы жена готовила и присматривала за ним и за хозяйством. Тушкан задумался над словами Совы и решил пойти по лесу искать себе невесту. Местные невесты ему не понравились из-за того, что не хвалили его внешность. Но тут появилась белая Бабочка; заметив Тушкана, она стала любоваться им и нахваливать его рыжую шубку, — и тут наш Тушкан сразу расплылся от льстивых комплиментов. Он подумал, что вот она — утончённая, красивая и понимающая бабочка, и захотел непременно на ней жениться. Так они поженились. Но супруга часто уходила по своим делам. Она только иногда приходила к мужу и, дожидаясь, когда тот заснёт, по-тихому забирала у него шерсть для шитья своего нового платья.
Пришёл момент, и наш герой заметил, что остался без жены и без шерсти. Жена, сшив новое платье, ушла жить к Барсуку. Тогда Тушкан понял, что его бывшая любимая жена не кто иная, как моль. В конце беднягу навещает тётя Сова и тот говорит: «Эх, судьба… зашёл взять щепотку соли, а в результате женился на моли». На это Сова отвечает, что шкура снова обрастёт и впредь ему стоит жениться не только по портрету.

## Съёмочная группа
| режиссёр                  | Галина Тургенева                                 |
| сценарист                 | Александр Тимофеевский                           |
| художники                 | Н. Павлов, Р. Киреев                             |
| художники-мультипликаторы | Валентин Баженов, Татьяна Мухлынина              |
| куклы изготовили          | Е. Павлова, Н. Малюкова, Н. Сеничкина, Ю. Ушаков |
| оператор                  | Валентин Баженов                                 |
| композитор                | Владислав Казенин                                |
| звукооператор             | Р. Шумелов                                       |
| ассистент оператора       | В. Тарновский                                    |
| монтажёр                  | Л. Пермякова                                     |
| редактор                  | Ирина Дуйкова                                    |
| директор картины          | Фёдор Антонов                                    |

## Роли озвучивали
- Зинаида Нарышкина — Сова
- Всеволод Абдулов — Тушкан Пушканович
- Валентина Толкунова — Белая бабочка

### В титрах не указаны
- Тамара Дмитриева — Кротиха

## Музыка
В этом мультфильме звучит свадебный марш Феликса Мендельсона — в аранжировке Владислава Казенина.

## Интересные факты
- Когда Белая бабочка и Тушкан сидят у них дома, по телевизору показывают рисованных мультгероев Уолта Диснея: Пита, Семь гномов, Гуфи и Микки Мауса.
- Кротиха похожа на французскую певицу Мирей Матье.

## Издания на DVD
Мультфильм выпускался на DVD в сборнике мультфильмов режиссёра Галины Тургеневой «Ромка, Фомка и Артос», мультфильмы на диске: «Ромка, Фомка и Артос» (Фильм 1, 2, 3), «Бабушкин урок» (1986), «Белая бабочка» (1981), «Мечта маленького ослика» (1984), «Росомаха и лисица» (1982), «Хозяин ветров» (1984), «Ловись, рыбка!» (1983).